# Wugigarra arcoona
Pour les articles homonymes, voir Arcoona.
Espèce
Wugigarra arcoona est une espèce d'araignées aranéomorphes de la famille des Pholcidae.

## Distribution
Cette espèce est endémique d'Australie-Méridionale. Elle se rencontre dans les monts Gammon.

## Description
Le mâle holotype mesure 2,3 mm.

## Étymologie
Son nom d'espèce lui a été donné en référence au lieu de sa découverte, Arcoona Bluff.

## Publication originale
- Huber, 2001 :  The pholcids of Australia (Araneae; Pholcidae): taxonomy, biogeography, and relationships. Bulletin of the American Museum of Natural History, no 260, p. 1-144 (texte intégral) .